# Sip Bloemberg
Sip Bloemberg (Klazienaveen, 9 juni 1952) is een voormalig Nederlands voetballer.
Bloemberg werd in 1971 door FC Groningen bij amateurclub VV Klazienaveen weggeplukt. Hij maakte op 30 april 1972 zijn debuut in de Eredivisie, in een uitwedstrijd tegen DWS. In vier seizoenen bij Groningen kwam Bloemberg tot 67 competitieduels, waarin hij vijf keer scoorde. Na een degradatie in 1974, speelde hij in zijn seizoen 1974/75 met Groningen in de Eerste divisie.
De verdedigende middenvelder werd in 1975 voor 350.000 gulden naar de Belgische landskampioen RWDM getransfereerd. Bloemberg speelde hier een jaar. RWDM kwam uit in de Europacup 1, maar in de vier duels tegen Viking Stavanger en Hajduk Split was Bloemberg gepasseerd. Ook in de competitie was hij geen vaste keus en kwam hij tot veertien optredens. In 1976 keerde hij terug naar Nederland en tekende hij een driejarig contract bij FC Twente. Echter, ook bij Twente wist hij geen vaste basisplaats af te dwingen. Hij speelde achttien competitiewedstrijden en twee bekerduels. In februari 1978 vertrok hij naar zijn oude club FC Groningen.
Bloemberg speelde nog vierenhalf seizoen voor Groningen. In 1979 dreigde hij nadat beide kniebanden waren gescheurd afgekeurd te worden, maar in 1980 keerde hij terug op het veld. Op 6 december 1981 speelde hij zijn laatste wedstrijd in het betaald voetbal. In 1983 werd hij wegens slechte enkels afgekeurd. Later maakte hij een comeback in het amateurvoetbal en kwam hij nog uit voor VV Klazienaveen, EHS '85 uit Emmerschans en CVV Germanicus uit Coevorden. Als coach was hij in dienst van SC Stadskanaal, Germanicus, VV Schoonebeek (twee perioden), CSVC, VV Valthermond en SV Dedemsvaart (twee perioden).
Sip Bloemberg heeft na zijn voetbalcarrière een eetcounter in Groningen opgericht. Deze zaak heeft hij drie jaar bestierd. Waarna Theo Huizinga de zaak nog een tijd heeft gerund. De naam is echter, tot de dag van vandaag, blijven bestaan.